# 卡溫頓 (密歇根州)
卡溫頓（英語：Covington）是位於美國密歇根州巴拉加縣的一個普查規定居民點。

## 人口
根據2020年美國人口普查的數據，卡溫頓的面積為9.19平方千米，當中陸地面積為9.18平方千米，而水域面積為0.01平方千米。當地共有人口99人，而人口密度為每平方千米10.77人。